# مدور كبير
المَدوَر الكبير لعظم الفخذ (بالإنجليزية: Greater trochanter)‏ هو بروز كبير، غير مُنتظم ورباعي الأضلاع؛ وجزء من الهيكل العظمي. يتكون من وجهين وأربعة حدود.

## معرض صور

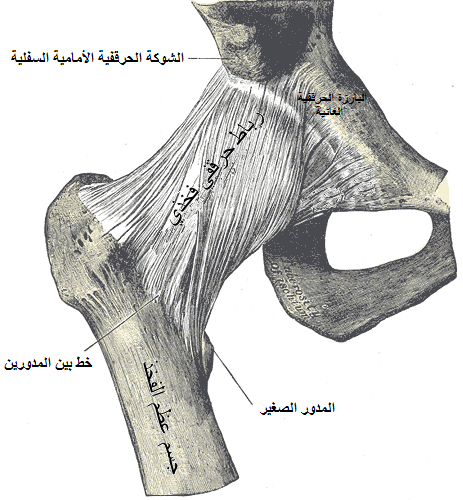
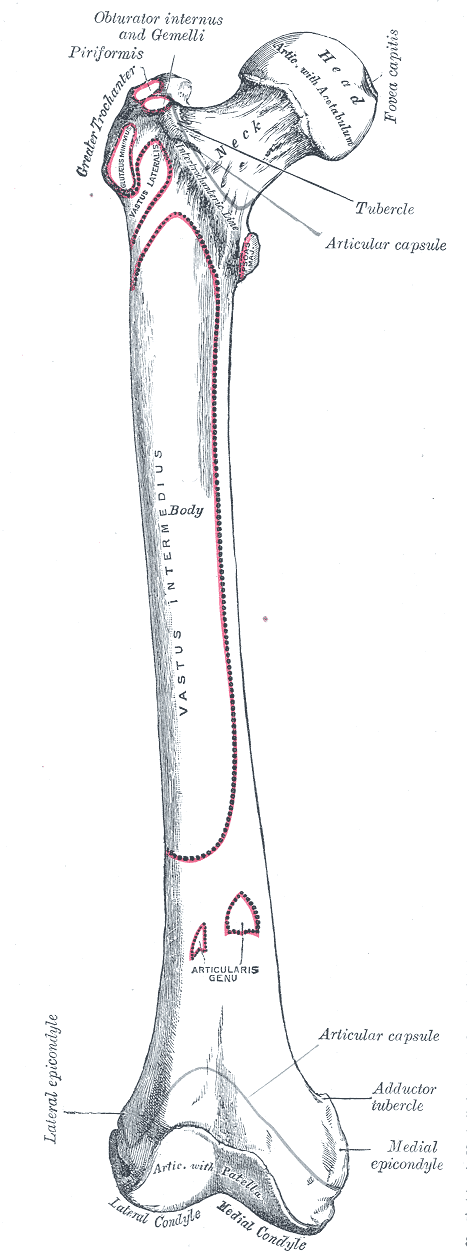
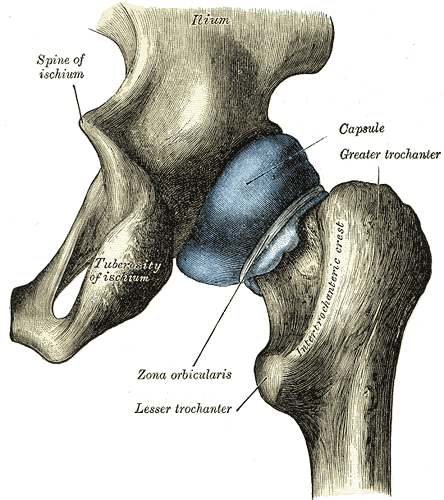
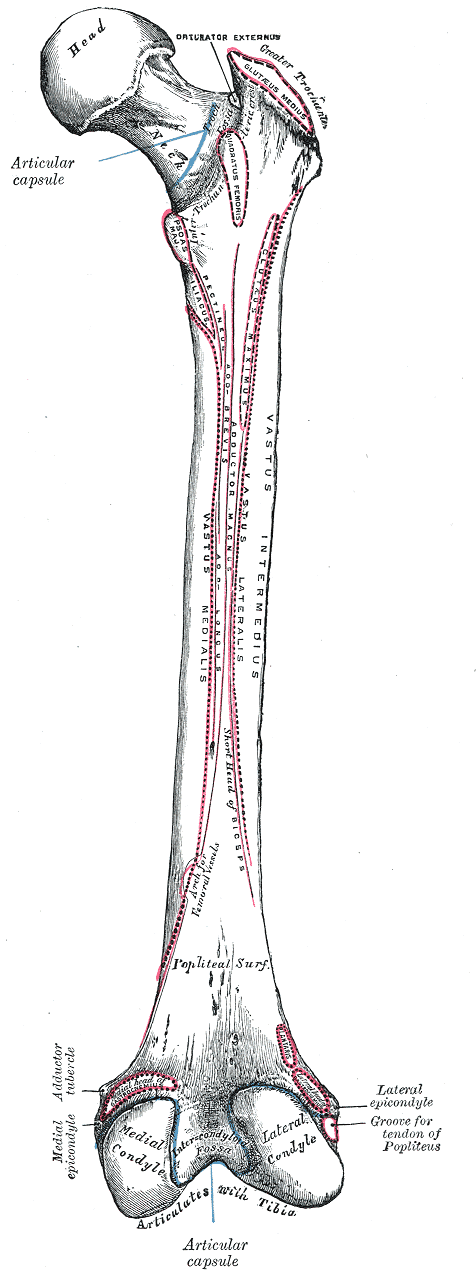
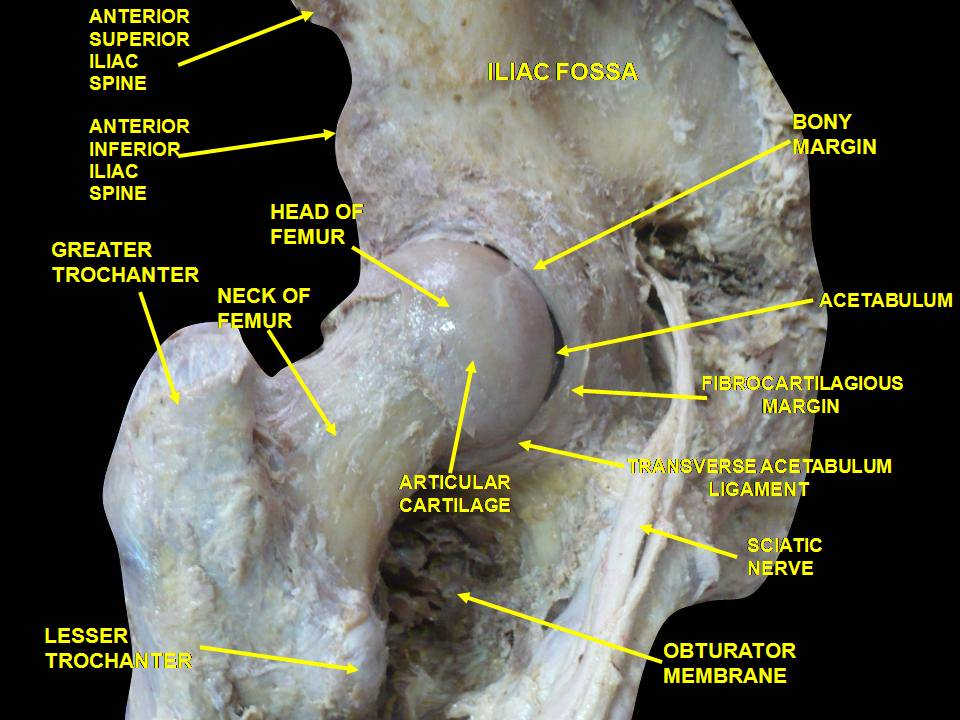
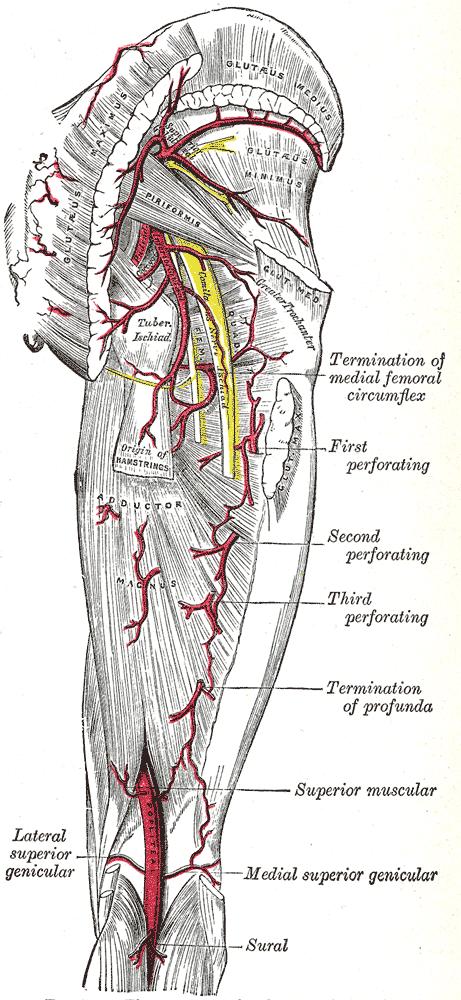